# Kraienköppe
Kraienköppe er en hønserace, der stammer fra grænseområdet mellem Tyskland og Holland. Den er fremavlet ved brug af bl.a. Italiener og Malayer.
Hanen vejer 2,5-3 kg og hønen vejer 1,75-2,5 kg. De lægger hvide æg à 55-60 gram. Racen findes også i dværgform.

## Farvevariationer
- Sølvhalset
- Guldhalset